# Salto de esqui nos Jogos Olímpicos de Inverno de 2010
As competições de salto de esqui nos Jogos Olímpicos de Inverno de 2010 foram realizadas no Whistler Olympic Park. Os três eventos, todos masculinos, ocorreram entre 12 e 22 de fevereiro.

## Calendário
| Fevereiro      | 12 | 13 | 14 | 15 | 16 | 17 | 18 | 19 | 20 | 21 | 22 | 23 | 24 | 25 | 26 | 27 | 28 |
| -------------- | -- | -- | -- | -- | -- | -- | -- | -- | -- | -- | -- | -- | -- | -- | -- | -- | -- |
| Salto de esqui |    | 1  |    |    |    |    |    |    | 1  |    | 1  |    |    |    |    |    |    |

|  | Dia de competição |  | Dia de final |

## Eventos
- Pista normal individual (K90)
- Pista longa individual (K120)
- Pista longa por equipes (K120)

## Medalhistas
| Evento                                  | Ouro                                                                                | Prata                                                                     | Bronze                                                                  |
| --------------------------------------- | ----------------------------------------------------------------------------------- | ------------------------------------------------------------------------- | ----------------------------------------------------------------------- |
| Pista normal individual (K90) detalhes  | Simon Ammann SUI Suíça                                                              | Adam Małysz POL Polônia                                                   | Gregor Schlierenzauer AUT Áustria                                       |
| Pista longa individual (K120) detalhes  | Simon Ammann SUI Suíça                                                              | Adam Małysz POL Polônia                                                   | Gregor Schlierenzauer AUT Áustria                                       |
| Pista longa por equipes (K120) detalhes | Wolfgang Loitzl Andreas Kofler Thomas Morgenstern Gregor Schlierenzauer AUT Áustria | Michael Neumayer Andreas Wank Martin Schmitt Michael Uhrmann GER Alemanha | Anders Bardal Tom Hilde Johan Remen Evensen Anders Jacobsen NOR Noruega |

## Quadro de medalhas
| Ordem | País         | Medalha de ouro | Medalha de prata | Medalha de bronze |   | Ordem por total |
| ----- | ------------ | --------------- | ---------------- | ----------------- | - | --------------- |
| 1     | SUI Suíça    | 2               |                  |                   | 2 | 2               |
| 2     | AUT Áustria  | 1               |                  | 2                 | 3 | 1               |
| 3     | POL Polônia  |                 | 2                |                   | 2 | 2               |
| 4     | GER Alemanha |                 | 1                |                   | 1 | 4               |
| 5     | NOR Noruega  |                 |                  | 1                 | 1 | 4               |
| TOTAL | TOTAL        | 3               | 3                | 3                 | 9 | —               |